# Sarah Clarke
Sarah Clarke (Saint Louis, 16 febbraio 1972) è un'attrice statunitense.

## Biografia
Conosciuta anche come Sarah Lively, l'attrice, nativa di Saint Louis, ha studiato lingua italiana e belle arti all'Indiana University, per poi recarsi a Bologna, dove ha frequentato una scuola di recitazione. In seguito è tornata nella città natale, dove ha lavorato come fotografa di architettura.
Più tardi si è trasferita a New York e iscritta al Circle in the Square Theatre School, lavorando con diverse compagnie come The Willow Cabin Theatre Company e Axis Theatre Company, e con il regista teatrale Robert Wilson. Nel 2001 riceve l'Outstanding Performance Award al Film Festival di Brooklyn, grazie all'interpretazione nel cortometraggio Pas de Deux. L'anno successivo, Sarah viene scritturata per il suo primo lungometraggio, The Accident. È nota soprattutto per la partecipazione alla serie televisiva 24 nel ruolo di Nina Myers.

### Vita privata
È sposata dal 2002 con l'attore Xander Berkeley, conosciuto sul set di 24; hanno avuto due figlie; Olwyn Harper (2006) e Rowan (2010).

## Filmografia

### Cinema
- All About George (2000)
- The Accident (2001)
- The Third Date (2003)
- Thirteen - 13 anni (Thirteen), regia di Catherine Hardwicke (2003)
- Below the Belt (o Human Error, regia di Robert M. Young (2004)
- Psychic Driving (2006)
- A house Divided (2006)
- The Lather Effect (2006)
- Aliby (2007)
- The Colony – cortometraggio (2007)
- Twilight, regia di Catherine Hardwicke (2008)
- Level Seven (2009)
- The Twilight Saga: Eclipse, regia di David Slade (2010)
- The Twilight Saga: Breaking Dawn - Parte 1, regia di Bill Condon (2011)
- Shot, regia di Jeremy Kagan (2017)
- Staring at the Sun, regia di Harry Greenberger (2017)
- American Pets, regia di Robert Logevall (2018)
- CODA - I segni del cuore (CODA), regia di Sian Heder (2021)
- Short Straw, regia di Steve Balderson (2021)

### Televisione
- Sex and the City - serie TV, episodio 3x02 (2000)
- Ed - serie TV, episodio 1x18 (2001)
- 24 - serie TV, 36 episodi (2001-2004) - Nina Myers
- Karen Sisco - serie TV, episodio 1x03 (2003)
- E-Ring - serie TV, episodio 1x01 (2005)
- Dr. House - Medical Division (House, M.D.) - serie TV, episodio 1x14 (2005)
- Las Vegas - serie TV, 2 episodi (2005)
- Life  - serie TV, 1 episodio (2007)
- Trust Me - serie TV, 13 episodi (2009)
- Men of a Certain Age - serie TV, episodio 1x06 (2009)
- The Booth at the End - serie TV, 5 episodi (2010)
- Nikita - serie TV, 3 episodi (2011-2012)
- Covert Affairs - serie TV, 10 episodi (2012)
- The Tomorrow People - serie TV, 11 episodio (2013-2014)
- Bosch – serie TV, 24 episodi (2015-2018)
- NCIS - Unità anticrimine (NCIS) – serie TV, 2 episodi (2016)
- Law & Order - Unità vittime speciali (Law & Order: Special Victims Unit) – serie TV, episodio 18x09 (2017)

## Doppiatrici italiane
Nelle versioni in italiano delle opere in cui ha recitato, Sarah Clarke è stata doppiata da:
- Franca D'Amato in Twilight, The Twilight Saga: Eclipse, The Twilight Saga: Breaking Dawn - Parte 1
- Roberta Greganti in 24
- Michela Alborghetti in Dr. House - Medical Division
- Roberta Pellini in Trust Me
- Claudia Razzi in Bosch
- Anna Cugini in NCIS - Unità anticrimine

Da doppiatrice è sostituita da:
- Patrizia Scianca in 24: The Game